# Eufemia von Adlersfeld-Ballestrem

Eufemia von Adlersfeld-Ballestrem (vor 1905)

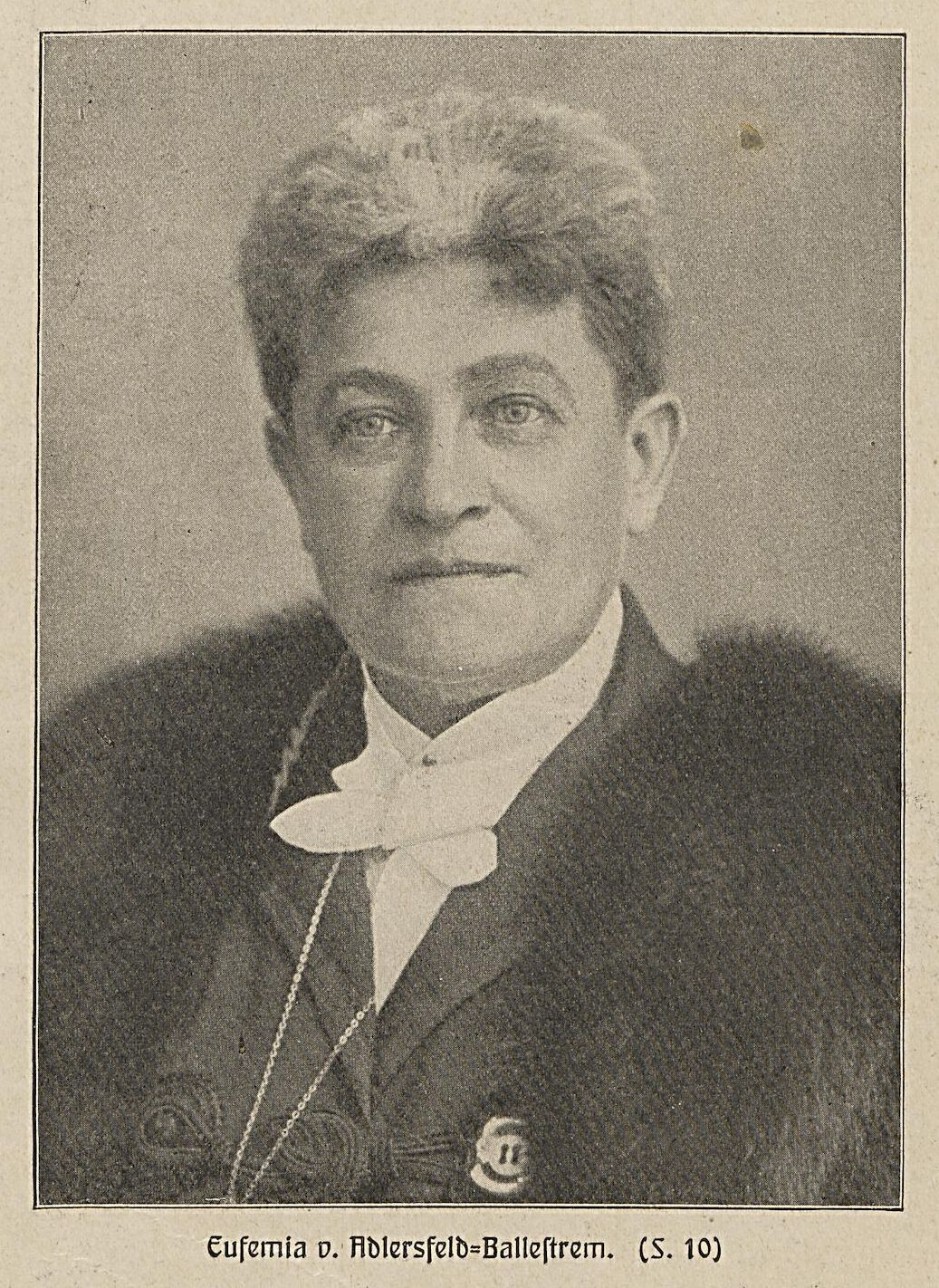
Bildnis Eufemia von Adlersfeld-Ballestrem (Buch für Alle 1915)

Anna Eufemia Carolina Gräfin von Adlersfeld-Ballestrem (* 18. August 1854 in Ratibor; † 26. April 1941 in München) war eine deutsche Schriftstellerin. Um 1900 zählte sie zu den beliebtesten deutschen Unterhaltungsschriftstellerinnen.
Hervorgetreten ist sie vor allem mit Familien- und Liebesromanen, von denen viele Elemente von Schauer- und Kriminalliteratur oder von Phantastik enthalten. Adlersfeld-Ballestrem gilt als eine der bedeutendsten Marlitt-Epigoninnen. Handlungsort ihrer Arbeiten ist, anders als bei Marlitt, jedoch stets die Welt des Adels.

## Leben
Eufemia  wurde als fünftes von sechs Kindern des Grafen Alexander Karl Wolfgang von Ballestrem di Castellengo, Landschaftsdirektor in Ratibor, und Mathilde von Ballestrem, geb. von Hertell, in Ratibor geboren. Die Familie gehörte dem Adel in Schlesien an, die Vorfahren waren 1745 aus dem Piemont nach Schlesien übergesiedelt.
Im Jahr 1860 legte der Vater sein Amt nieder und die Familie zog zuerst nach Brieg und anschließend nach Hirschberg um. Hier verlebte Eufemia von Ballestrem eine unbeschwerte Kindheit und wurde durch verschiedene Hauslehrer erzogen, der Vater weckte in ihr die Liebe zur Literatur. Von der Dresdner Kammersängerin Jenny Bürde-Ney erhielt sie Gesangsunterricht und entwickelte in der Folge „eine schöne Sopranstimme von seltenem Umfange“.
Nach dem Tod des Vaters im Jahre 1881 bereiste Eufemia von Ballestrem mit ihrer Mutter für einige Jahre Italien. Diese Reise wirkte inspirierend auf ihr künstlerisches Schaffen, besonders widmete sie sich der Porträtmalerei. In Rom wurde sie sogar als Mitglied in die Accademia dell’Arcadia aufgenommen.
Nach der Rückkehr aus Italien nahm Eufemia von Ballestrem zusammen mit ihrer Mutter ihren Wohnsitz in Breslau. Bis zu ihrer Hochzeit war sie dort Ehrenstiftsdame des königlichen kaiserlichen Stifts Maria Schul. Dort lernte sie auf einem Empfang den Rittmeister Joseph Fritz von Adlersfeld (* 1845) kennen, den sie 1884 heiratete und mit dem sie in die Garnisonsstadt Militsch zog. Im Jahr 1885 wurde die gemeinsame Tochter Dagmar geboren. Es folgten, bedingt durch Versetzungen des Ehemanns, die fast immer eine Beförderung nach sich zogen, noch mehrere Umzüge, so 1889 nach Karlsruhe und 1894 nach Durlach.
Im Sommer 1897 ließ sich Joseph von Adlersfeld als Oberstleutnant in den Ruhestand versetzen. Das Paar zog nach Baden-Baden und ließ sich nach längeren Reisen in den Jahren 1899 bis 1903 in Vevey in der Schweiz nieder. Im Jahr 1907 starb Joseph von Adlersfeld und Eufemia von Adlersfeld-Ballestrem zog ein Jahr später nach Karlsruhe. Nach dem Ersten Weltkrieg siedelte sie nach München über, wo sie am 21. April 1941 starb. Sie wurde auf dem alten Teil des Münchner Waldfriedhofs beigesetzt. Ihr Grab am Wegrand ist als massives Steinkreuz gestaltet.

## Werk

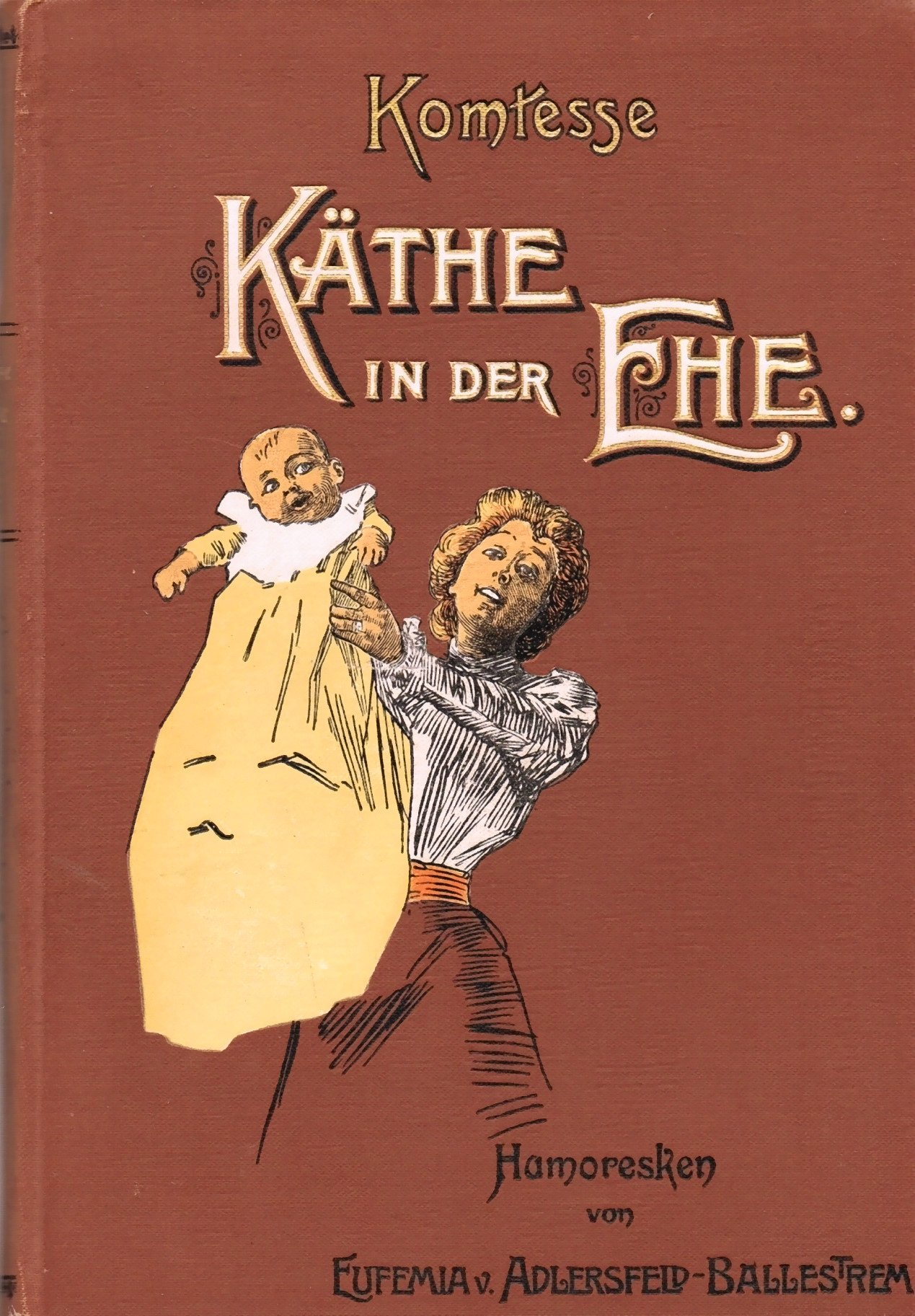
Eufemia von Adlersfeld-Ballestrem: Komtesse Käthe in der Ehe. Humoresken. Illustriert von Fedor Czabran. Leipzig: Philipp Reclam jun. Verlag. 12. Auflage o. J.; um 1899

Eufemia von Adlersfeld-Ballestrem war eine der wenigen deutschen Autorinnen des 19. Jahrhunderts, die ihre Werke nicht unter einem Pseudonym schrieben. Ihr erstes Werk Die Nichten des Kardinals veröffentlichte sie bereits mit 17 Jahren 1871 unter ihrem Geburtsnamen Eufemia Gräfin Ballestrem. Es folgten Gedichte, Novellen, Humoresken und 1878 ihr erster Roman, Lady Melusine, dem bald 39 weitere Romane folgten. Sie veröffentlichte zudem Kleinformen in Zeitschriften wie der Leipziger Illustrirten Zeitung; Romanvorabdrucke erschienen in der Bibliothek der Unterhaltung und des Wissens und Novellen zeitweise exklusiv in der Familienzeitschrift Reclams Universum.
Ihre frühen Romane, die mit ihren Titeln (Das Erbe der zweiten Frau, Haideröslein) zum Teil auf erfolgreiche Arbeiten von E. Marlitt verwiesen, folgten mit ihrer Figurencharakterisierung und ihren Schauerelementen Marlitts Schreibweise treuer, als dies bei anderen Marlitt-Epigoninnen der Fall war. Während die Handlung von Marlitts Werken oft auch im bürgerlichen Milieu angesiedelt war, gehörten Adlersfeld-Ballestrems Figuren allerdings stets dem Adel an; auch die Moral, der Handlung und Figuren folgten, war anders als bei Marlitt, nie die der bürgerlichen Gesellschaft, sondern stets die des Adels. Während Marlitt bei ihren Figuren Ehen zwischen Blutsverwandten stets vermieden hat, sind bei Adlersfeld-Ballestrem beispielsweise auch Ehen zwischen Cousins ersten Grades (Violet) kein Problem. Während bei Marlitt Figuren, denen ein Unrecht angetan wird, sich darüber freimütig beschweren, sind bei Adlersfeld-Ballestrem Heldinnen die Regel, die in vergleichbaren Situationen auch ihren engsten Angehörigen gegenüber schweigen, um diese nicht mit dem quälenden Wissen über eine Familienschande zu belasten (Lady Melusine). Während bei Marlitt Figuren, die ein Verbrechen begangen haben, von der Autorin mindestens mit Exil, eher aber noch mit dem Tode „bestraft“ oder aber mit juristischen Konsequenzen konfrontiert werden, kommen Adlersfeld-Ballestrems Verbrecher gelegentlich mit reinen Sühnehandlungen davon (Lady Melusine).
Das Konzept der ins Adelsmilieu gewendeten Marlitt-Nachfolge erwies sich als äußerst profitabel. Adlersfeld-Ballestrems größte Erfolge wurden die Romane Die Falkner vom Falkenhof (über 40 Auflagen), Trix (rund 70 Auflagen) und einer der Bestseller seiner Zeit Die weißen Rosen von Ravensberg aus dem Jahr 1896, von dem über 120 Auflagen erschienen.
Einer ihrer größten Erfolge im Bereich der Kleinformen wurde die Humoreskensammlung Komtesse Käthe, die 1894 erschien und bereits 1903 ihre 30. Auflage erlebte; die Fortsetzung Komtesse Käthe in der Ehe aus dem Jahr 1899 wurde 1907 in der 40. Auflage herausgebracht. Im Jahr 1897 brachte Eufemia von Adlersfeld-Ballestrem Komtesse Käthe auch als Schwank auf die Bühne.
Von den 1910er Jahren an schrieb Eufemia von Adlersfeld-Ballestrem ausschließlich noch fiktionale Literatur; bis zu ihrem Tode erschien mindestens ein Roman pro Jahr. Ihre Liebes- und Kriminal-, gelegentlich sogar ihre humoristischen Romane bezogen dabei ihre Spannung oft aus geschickt eingesetzten phantastischen Motiven, die Beiwerk sein können (etwa in Das Rosazimmer), aber auch handlungsrelevant (etwa in Palazzo Iran). Während fast alle Romane der Autorin Motive des Kriminalromans aufweisen, schrieb sie mit den „Windmüller-Romanen“ auch ganz explizit eine Reihe von Krimis, die den „Gentleman-Detektiv“ Dr. Franz Xaver Windmüller prekäre Fälle in aristokratischen Kreisen (z. B. Djavahir) und diplomatischen Milieus (z. B. Das Rosazimmer oder Das wogende Licht) verfolgen und lösen lassen.
Von der Kritik wurden ihre Romane, die zum Teil traditionelle Spukelemente der Biedermeier-Tradition enthielten, als antiquiert verrissen. Tatsächlich schrieb die Adlersfeld-Ballestrem aber seit den 1890ern, rein technisch gesehen, eine durchaus professionelle Prosa, die sich positiv abhebt von den süßlichen Wortgirlanden etwa einer Nataly von Eschstruth oder einer Aloysia Kischner (Pseudonym: „Ossip Schubin“). In der „Schund-und-Kitsch-Debatte“ im Österreich der 1920er-Jahre galten die Romane Eufemia von Adlersfeld-Ballestrems gleichwohl neben denen Eugenie Marlitts und Hedwig Courths-Mahlers als typische Werke, die „mit Schund und Kitsch … das Gehirn verkleister[n]“.
Der „Kitsch“ der Autorin lag aber weniger in der Form ihrer literarischen Darbietung als in einem ständestaatlichen Gesellschaftsbild: Alle literarischen Individuen in den Romanen und Erzählungen Eufemia von Adlersfeld-Ballestrems bewegen sich auch noch in den Publikationen der Weimarer Zeit fest im Rahmen einer biedermeierlich-gründerzeitlichen Feudalordnung, über die der Zeitgeist real freilich längst hinausgewachsen war. Als adlige Autorin, deren an ein weibliches Lesepublikum adressierte Arbeiten von adligen Figuren bevölkert sind, kann Adlersfeld-Ballestrem unter anderem mit Nataly von Eschstruth (1860–1939) verglichen werden.
In den Zeiten des Wirtschaftswunders bis in die 1980er-Jahre erlebten zahlreiche Romane Eufemia von Adlersfeld-Ballestrems im Meister Verlag (gelegentlich anschließend sogar als Taschenbuch) eine Neuauflage – allerdings unter geänderten Titeln, stark gekürzt und redaktionell bearbeitet. Das eskapistische Moment ihrer Werke, die literarische Flucht in eine geordnete Ständewelt, in der in Aristokraten anderes Blut „fließt“ als in seines Bediensteten, sprach in den 1960ern zwar noch träumerische Leserinnen an, konnte sich aber nicht behaupten gegen die einsetzende Umwälzung der Geschlechterrollen.
Eufemia von Adlersfeld-Ballestrem war seit 1881 Herausgeberin eines Jahrbuchs deutscher Kunst und Dichtung. Als Ehrenstiftsdame gab sie 1882 die Festschrift Im Zeichen des Roten Kreuzes heraus, das Autografen deutscher Fürsten und Fürstinnen enthielt. Sie verfasste zudem Biografien unter anderem zu Maria Stuart, Kaiserin Augusta und Königin Elisabeth Christine von Preußen und widmete sich historischen Recherchen zum Beispiel zu Ahnentafeln zur Geschichte europäischer Dynastien, die bei Historikern ihrer Zeit auf Hochachtung stieß: Es sei „eine Arbeit, an die sich kaum ein Mann heranwagen möchte [und die] wohl niemals überboten werden [wird].“
Von nicht zu unterschätzender Bedeutung war der Katechismus des guten Tons und der feinen Sitte, den Eufemia von Adlersfeld-Ballestrem 1892 veröffentlichte und der in immer neue Auflagen ging, später unter dem verkürzten Titel Der gute Ton und die feine Sitte. Zehntausende von bürgerlichen Aufsteigern erlernten hier die „feine“ Tischordnung, die Kunst des gesellschaftlichen Auftritts und der adelskonformen Konversation. Dabei nahm die Adlersfeld-Ballestrem (wie ja auch in ihren Romanen und Erzählungen) die Position eines „aufgeklärten Traditionalismus“ ein, d. h., sie setzte sich ab von dem ihr allzu steif und lebensfern erscheinenden Hofzeremoniell, hielt aber auf ständisch akzentuierte Ordnung.
Auch als Übersetzerin trat sie in Erscheinung und veröffentlichte zum Beispiel Édouard Simons L’Empereur Frédéric 1888 unter dem Titel Kaiser Friedrich III. auf Deutsch.
Ein Teil ihres Briefnachlasses befindet sich heute im Besitz der Bayerischen Staatsbibliothek.

## Auszeichnungen
- Goldene Medaille für Kunst und Wissenschaft für ihre Biografie Maria Stuart, Königin von Schottland. aus den Händen von König Karl von Württemberg
- Ehrenmitglied der Pariser Société Archéologique de France
- Mitglied der römischen Accademia letteraria dell’Arcadia

## Werke
| Jahr | Titel | Verlag                               | Typ                        | Anmerkungen |
| ---- | --- | ------------------------------------ | -------------------------- | --- |
| 1876 | Blätter im Winde. Novellen | Breslau                              | Kurzprosa                  | Inhalt: Die Brillanten der Prinzessin, Eine namenlose Geschichte, Der Page des Kardinals, Eine Überraschung, Orchidea. |
| 1876 | Verschlungne Pfade. Novellen | Breslau                              | Kurzprosa                  | Inhalt: Jadviga, Es fiel ein Reif in der Frühlingsnacht, Die wilde Margareth, Ein Opfer, Sal viola. eingeschränkte Vorschau in der Google-Buchsuche |
| 1878 | Lady Melusine | Decker, Berlin                       | Kriminal- und Liebesroman  | |
| 1878 | Das Erbe der zweiten Frau. Eine Familiengeschichte | Costenoble, Jena                     | Kriminal- und Liebesroman  | |
| 1878 | Tropfen im Ocean | Pierson, Dresden                     | Gedichtband                | |
| 1878 | Ein Meter | Mutze, Leipzig                       | Drama                      | Drama in 4 Acten nach einem Stoffe von Emile Mario Vacano. |
| 1880 | Haideröslein | Schottlaender, Breslau               | Kriminal- und Liebesroman  | |
| 1880 | Jadwiga |                                      | Drama                      | Dramatisierte Novelle |
| 1880 | Charitas | Schottlaender, Breslau               | Herausgeberin              | Ein Almanach in Wort und Bild zusammengestellt und herausgegeben von Eufemia Gräfin Ballestrem. |
| 1880 | Was die Blumen sagen. Ein Herbarium in Liedern aus Beiträgen deutscher Dichter gesammelt und zusammengestellt | Baumann, Düsseldorf                  | nicht-fiktional            | |
| 1881 | Raoul der Page. Ein Sang aus alten Tagen | Albrecht, Leipzig                    | Gedichtband                | |
| 1881 | Memoiren des Freiherrn Dubislav Gneomar von Natzmer | Grieben, Berlin                      | Biografie                  | |
| 1882 | Im Glanze der Krone. Biographische Skizzen regierender Fürstinnen aller Zeiten und Länder | Grieben, Berlin                      | Biografie                  | |
| 1882 | Im Zeichen des Roten Kreuzes. Ein Selbstschriften-Album deutscher Fürsten und Fürstinnen zum Besten der vom Vaterländischen Frauen-Verein zu Gleiwitz O.-Schl. gegründeten Institute zur Hebung der Haus-Industrie | Entrich, Berlin                      | nicht-fiktional            | |
| 1882 | Altbiblische Bilder | Heilig, Hirschberg                   | nicht-fiktional            | |
| 1883 | Aus tiefem Borne. | Schottlaender, Breslau               | Kurzprosa                  | Inhalt: Zigeunerblut; Sauve qui peut, Eine gebrochene Rose, Am Kamin, Die blasse Lady, Das sprechende Portrait, Tannhäuser, Es war ein Traum, Der Brautschmuck der Ahnfrau, Dr. Dorothea Schlözer, Der Schleier der Maria Stuart. |
| 1883 | Violet | Schottländer, Breslau                | Kriminal- und Liebesroman  | |
| 1883 | Skaldenklänge. Ein Balladenbuch zeitgenössischer Dichter | Breslau, Leipzig, Schottländer       | Herausgeberin              | Mit Hermann Lingg |
| 1886 | Die Augen der Assunta und andere Novellen | Pierson, Dresden und Leipzig         | Kurzprosa                  | Inhalt: Die Augen der Assunta, Titania – eine Künstlergeschichte, Ein verklungenes Lied, Der Schatten des Adlers. eingeschränkte Vorschau in der Google-Buchsuche |
| 1889 | Sol und andere Novellen | Bechtold, Wiesbaden                  | Kurzprosa                  | Inhalt: Sol, In der Fremde gefunden, Juno Ludovisi, Donna Virginia |
| 1889 | Datura sanguinea und andere Novellen | Bechtold, Wiesbaden                  | Kurzprosa                  | Inhalt: Datura sanguinea, Das Geheimnis der Seealm, Der Ring der Maria Stuart. |
| 1889 | Die blonden Frauen von Ulmenried. Eine Familiengeschichte aus vier Jahrhunderten | Pierson, Dresden                     | Kriminal- und Liebesroman  | |
| 1889 | Maria Stuart, Königin von Schottland. Blätter zu ihrem Andenken und zu ihrer Ehre | Verlags-Anstalt, Hamburg             | Biografie                  | |
| 1890 | Um eine Königskrone und andere Novellen |                                      | Kurzprosa                  | Inhalt: Um eine Königskrone, Eine Zaren-Idylle, Dieudonnee, La Traviata, Die weiße Dame, Beate, Feuilletons, Lady Iris. |
| 1890 | Die Falkner vom Falkenhof | Hauschild, Dresden und Wien          | Kriminal- und Liebesroman  | |
| 1891 | Lanzen gefällt zur Attaque. Heitere Geschichten | Reclam, Leipzig                      | Kurzprosa                  | Inhalt: Felddienstübungen, Einquartierung, Porte bonheur, Comtesse Hans, Auf Remontecommando, Das Pedigree der Butterfrau. |
| 1890 | Komtesse Käthe. Humoresken | Reclam, Leipzig                      | Kurzprosa                  | Inhalt: Quarks Lieblingsname, Der Bärenführer, Syndetikon. |
| 1896 | Die weißen Rosen von Ravensberg | Reclam, Leipzig                      | Kriminal- und Liebesroman  | |
| 1897 | Pommery & Greno und andere Kuckucksnester-Geschichten. Militärhumoresken | Reclam, Leipzig                      | Kurzprosa                  | Inhalt: Pommery & Greno, Murks, Der Hirsepopel, Heureka, Schauzels Rache, Die Häßliche und die Diagonale. |
| 1897 | Komtesse Käthe | Bloch, Berlin                        | Drama                      | Schwank in drei Aufzügen. Von E. von Adlersfeld und H. Stobitzer |
| 1890 | Komtesse Käthe in der Ehe. Humoresken | Reclam, Leipzig                      | Kurzprosa                  | Inhalt: Tante Kukis Hochzeitsgeschenk, Die Anna, Also spricht Zarathustra. eingeschränkte Vorschau in der Google-Buchsuche |
| 1890 | Erinnerungen aus den Tuilerien von Mad. A. Carette, frei übertragen. 2 Bände. | Schottlaender, Breslau               | nicht-fiktional            | |
| 1892 | Der gute Ton und die feine Sitte | Weber, Leipzig                       | nicht-fiktional            | Später unter dem Titel Katechismus des guten Tons und der feinen Sitte. eingeschränkte Vorschau in der Google-Buchsuche |
| 1895 | Aus der Rumpelkammer der Weltgeschichte. Skizzen und Studien | Verein der Bücherfreunde, Berlin     | nicht-fiktional            | |
| 1899 | Windbeutel und andere heitere Geschichten | Reclam, Leipzig                      | Kurzprosa                  | Inhalt: Windbeutel, Wie der Berger-Karle zu seiner Frau kam, August Paddemanns einziger Wunsch, Ein Ritt um Tod und Leben. |
| 1901 | Pension Malepartus, eine ganz verrückte Geschichte | Reclam, Leipzig                      | Kurzprosa                  | eingeschränkte Vorschau in der Google-Buchsuche |
| 1901 | Ahnentafeln zur Geschichte europäischer Dynastien | Starke, Grossenhain                  | nicht-fiktional            | |
| 1902 | Halali. Der Fall Stachelberg. 2 Kriminal-Novellen | Reclam, Leipzig                      | Kurzprosa                  | |
| 1902 | Kaiserin Augusta. Ein Lebensbild | Grote, Berlin                        | Biografie                  | Mit Illustrationen und Zeichnungen von Alexander Frenz (Digitalisat) |
| 1903 | Die blonde Ida und andere Humoresken | Reclam, Leipzig                      | Kurzprosa                  | Inhalt: Die blonde Ida, Eine geniale Idee, Odysseus und Penelope, Pech. |
| 1903 | Trix | Reclam, Leipzig                      | Kriminal- und Liebesroman  | |
| 1904 | Tiere und Menschen. Heitere Geschichten | Reclam, Leipzig                      | Kurzprosa                  | Inhalt: Glänzend gesiegt!, L'Aiglon, Lump und Schuft, Tiddlywinks, Donner und Doria! |
| 1904 | Ca' Spada. Eine Tragödie aus dem alten und ein Mysterium aus dem modernen Venedig | Pierson, Dresden                     | Phantastischer Roman       | |
| 1905 | Zigeunerblut und andere Novellen | Schlesische Verlags-Anstalt, Breslau | Kurzprosa                  | Inhalt: Zigeunerblut, Eine gebrochene Rose, Die blasse Lady, Das sprechende Portrait. |
| 1905 | Major Fuchs auf Reisen. Der "Pension Malepartus" anderer Teil. Tragikomische Erlebnisse | Reclam, Leipzig                      | Kurzprosa                  | eingeschränkte Vorschau in der Google-Buchsuche |
| 1905 | Tannhäuser und andere Novellen | Schottländer, Breslau                | Kurzprosa                  | Inhalt: Tannhäuser, Es war ein Traum, Der Brautschmuck der Ahnfrau, Dr. Dorothea Schlözer, Der Schleier der Maria Stuart. |
| 1906 | Die Fürstäbtissin. Der Spiegel der Lukrezia Borgia. Zwei Erzählungen | Reclam, Leipzig                      | Kurzprosa                  | |
| 1906 | Djavahir. Lucifers Träne Zwei Novellen | Reclam, Leipzig                      | Kurzprosa (Windmüller)     | eingeschränkte Vorschau in der Google-Buchsuche |
| 1907 | Y.Z.100 und andere Humoresken | Reclam, Leipzig                      | Kurzprosa                  | Inhalt: Y.Z.100, Der Schimpfzettel, Die verhexte 'Alpenrose', So geht's zu! |
| 1907 | Maria Schnee. Der Roman eines Rätsels | Seyfert, Dresden                     | Phantastischer Roman       | eingeschränkte Vorschau in der Google-Buchsuche |
| 1907 | Diplomaten. Ein Roman in 45 Stunden | Reclam, Leipzig                      | Detektivroman (Windmüller) | eingeschränkte Vorschau in der Google-Buchsuche |
| 1908 | Die Dame in Gelb. Eine sonderbare Geschichte | Seyfert, Dresden                     | Phantastischer Roman       | |
| 1908 | Elisabeth Christine, Königin von Preußen |                                      | Biografie                  | Digitalisat |
| 1909 | Unheimliche Geschichten | Reclam, Leipzig                      | Kurzprosa, Phantastik      | Inhalt: Das Zeichen des Ringes, Urgroßmutters Brautschatz, Das Wrack der „Mercedes“. |
| 1909 | Der Jungfernturm. Eine Geschichte von der Wende des Jahrhunderts | Seyfert, Dresden                     | Phantastischer Roman       | |
| 1909 | Palazzo Iràn | Reclam, Leipzig                      | Phantastischer Roman       | |
| 1910 | Ihre Majestät | Seyfert, Dresden                     | Kriminal- und Liebesroman  | |
| 1910 | Margarita Margaritarum. Der Roman einer Perle | Seyfert, Dresden                     | Phantastischer Roman       | |
| 1911 | Schloß Monrepos | Seyfert, Dresden                     | Kriminal- und Liebesroman  | |
| 1912 | Weiße Tauben | Seyfert, Dresden                     | Detektivroman (Windmüller) | |
| 1913 | Der grüne Pompadour | Seyfert, Dresden                     | Kriminal- und Liebesroman  | eingeschränkte Vorschau in der Google-Buchsuche |
| 1914 | Das wogende Licht | Seyfert, Dresden                     | Detektivroman (Windmüller) | |
| 1916 | Wenn der Teufel kutschiert | Seyfert, Dresden                     | Detektivroman (Windmüller) | |
| 1917 | Ave | Seyfert, Dresden                     | Phantastischer Roman       | |
| 1917 | Die Erzählungen der Elf | Seyfert, Dresden                     | Kurzprosa, Phantastik      | Inhalt: Wie die Elf zusammenkamen, Der Spiegel des Aah-Hotpe, Der Mann bei den Nothelfern, Gebrannte Mandeln, Die gestreifte Nelke, Ein Staatsgeheimnis, Der berühmte Tafelaufsatz, Zur Chronik der Burg in der grünen Au, Die Scheuerfrau von Buchensee, Der ruppige Löwe und der süße Bube, Der „Babylu“, Der Johanniskäfer, Wie von den Elf neun auseinandergingen und zwei zusammenblieben. |
| 1918 | Der Amönenhof | Seyfert, Dresden                     | Kriminal- und Liebesroman  | |
| 1919 | Die Rechnung ohne den Wirt | Seyfert, Dresden                     | Kriminal- und Liebesroman  | |
| 1919 | Die Fliege im Bernstein | Seyfert, Dresden                     | Phantastischer Roman       | |
| 1919 | Die Fliege im Bernstein | Seyfert, Dresden                     | Detektivroman (Windmüller) | |
| 1920 | Die Erbin von Lohberg | Seyfert, Dresden                     | Detektivroman (Windmüller) | eingeschränkte Vorschau in der Google-Buchsuche |
| 1921 | Die Wahrheit über Donna Centa | Seyfert, Dresden                     | Detektivroman (Windmüller) | (Digitalisat) |
| 1921 | Windmüllergeschichten | Seyfert, Dresden                     | Kurzprosa (Windmüller)     | Inhalt: Der Mann im Spiegel, Der große Kurfürst, Junges Blut, Schoschnonüfoffofelnonasose, Der kleine Finger, Der Fall, der keiner war, Roccadiana. |
| 1922 | Die Nichte aus Florida | Seyfert, Dresden                     | Kriminal- und Liebesroman  | |
| 1922 | Espe. Der Roman eines Königtraumes | Seyfert, Dresden                     | Kriminal- und Liebesroman  | |
| 1923 | Im Zwielicht. Unheimliche Geschichten | Seyfert, Dresden                     | Kurzprosa, Phantastik      | Inhalt: Die Florentiner Laute, Die Giustina des Dogen Nicolo da Ponte, Die Bettelprinzessin, Zwischen Lipp' und Kelchesrand, Paulownia Imperialis, Warum?, Der arme Peter, Der Spiegel im Castell Tarquino, Das Neujahrsgespenst. |
| 1924 | Die Herzogin von Santa Rosa | Seyfert, Dresden                     | Kriminal- und Liebesroman  | |
| 1924 | Chrysantis Oleander | Seyfert, Dresden                     | Kriminal- und Liebesroman  | |
| 1924 | Die Herzogin von Santa Rosa |                                      | Phantastischer Roman       | |
| 1925 | Harzveilchen und andere ulkige Gewächse | Sonnemann, Halle                     | Kurzprosa                  | Inhalt: Harzveilchen, Thilo, Die Hammelsucht, Rote Rosen, Ein Tag bei Geheimrats, Er ist's, Im Nebel. |
| 1925 | Der Kerl und die Anderen. Eine höchst verdächtige Geschichte | Seyfert, Dresden                     | Kurzprosa                  | Inhalt: Der Kerl und die Anderen, Eine höchst verdächtige Geschichte, Das hysterische Halsband und die Katzenpfote, Boxbart versus Aschau. |
| 1925 | Die Gründe des Doktor Pompeo Carcioffi | Seyfert, Dresden                     | Kriminal- und Liebesroman  | |
| 1926 | Der Maskenball in der Ca'Torcelli | Seyfert, Dresden                     | Kriminal- und Liebesroman  | eingeschränkte Vorschau in der Google-Buchsuche |
| 1926 | Der Skarabaeus | Seyfert, Dresden                     | Kriminal- und Liebesroman  | |
| 1926 | Das Rosazimmer. Venetianischer Roman | Seyfert, Dresden                     | Detektivroman (Windmüller) | eingeschränkte Vorschau in der Google-Buchsuche |
| 1928 | Der Dritte | Seyfert, Dresden                     | Kriminal- und Liebesroman  | |
| 1929 | Mit veilchenblauer Seide. Der Roman des linken Katzenauges und der Dame im blauen Kleid | Seyfert, Dresden                     | Detektivroman (Windmüller) | |
| 1930 | Gefüllte Datteln | Seyfert, Dresden                     | Phantastischer Roman       | Mit den sechs eingestreuten Spukgeschichten Die Axt an der Wand, Heliotrop, Im Scheechhaus, Das offene Tor, Drei weiße Rosen, Die Fürstin von Otrobarrio. |
| 1931 | Povera Farfalla (Armer Schmetterling) | Seyfert, Dresden                     | Detektivroman (Windmüller) | |
| 1932 | Die Spinne, das Netz und Anneliese Holderbusch | Seyfert, Dresden                     | Kriminal- und Liebesroman  | |
| 1933 | Über Nacht. Detektiv-Roman. | Seyfert, Dresden                     | Detektivroman (Windmüller) | |
| 1934 | Die Siebenbuchener Erbschaft | Seyfert, Dresden                     | Kriminal- und Liebesroman  | |
| 1935 | Warum keine Glyzinen? | Seyfert, Dresden                     | Kriminal- und Liebesroman  | |
| 1936 | Das Zünglein an der Waage. Detektivroman | Seyfert, Dresden                     | Detektivroman (Windmüller) | |
| 1938 | Schwarze Opale | Seyfert, Dresden                     | Kriminal- und Liebesroman  | |

## Verfilmungen
- Aus Mangel an Beweisen (1916)
- Der Amönenhof (1919)
- Die weißen Rosen von Ravensberg (1919)
- Tscherkessenblut (1919)
- Die weißen Rosen von Ravensberg (1929)